# LOTUS暗号
LOTUS暗号（ロータス暗号）とは、情報通信研究機構（NICT）が開発した暗号化方式である。
格子理論に基づいて公開鍵暗号方式（AES）を改良したものであり、量子コンピューターなどによる解読に対して耐性があるとのこと。

## 概要
LOTUS暗号では、平文を一度行列やベクトルに変換したものに復号用の情報を付け、暗号として送信する。
従来の公開鍵暗号方式は、巨大数の素因数分解が容易にできないことを利用しているが、量子コンピューターが実用化された場合にこれらが容易になり、安全が脅かされるという懸念もある。
そこで以前から耐量子計算機暗号の実用化が求められていた。なおLOTUSではLWE暗号を使用しており,量子コンピュータでも解読が難しいとされている。
量子コンピュータで解読できない暗号にはほかにも量子暗号通信があるが、これは量子もつれの性質を利用したものであり、LOTUS暗号などとは異なる。

## 問題点・それらに対する対策

### データ破損
問題点の一つとして、データの破損に弱いことがあげられる。この対策として、データが破損していないかをチェックするためのパックを盛り込んでいる。

## 現在の進展
アメリカ国立標準技術研究所（NIST）によって暗号標準化プロジェクトが行われている。